# Stephanie Nesbitt
Stephanie Nesbitt (n. 10 august 1985, Toronto, Ontario, Canada) este o sportivă ce a reprezentat Statele Unite ale Americii, medaliată olimpică. A participat la o ediție a Jocurilor Olimpice (2004) în care a câștigat o medalie de bronz.

## Participări
Lista de mai jos prezintă principalele competiții la care a participat Stephanie Nesbitt de-a lungul carierei.
- synchronized swimming at the 2004 Summer Olympics – women's team[*][1]